# Punta Mabus
La punta Mabus è un punto sulla costa dell'Antartide situato appena a sud delle Isole Haswell, che segna il limite orientale della McDonald Bay nella Terra della Regina Maria.

La punta Mabus

## Geografia
Si trova a 1 miglio nautico (2 km) a nord-ovest della collina Morennaya. Fu mappato per la prima volta dalla spedizione antartica australasiatica, 1911-1914, sotto Douglas Mawson, e fu ripreso da G.D. Blodgett nel 1955 da fotografie aeree scattate durante l'operazione Highjump della marina statunitense.

## Storia
La punta è stata intitolata dal Comitato consultivo dei nomi antartici al tenente comandante Howard W. Mabus, ufficiale esecutivo della rompighiaccio Edisto della marina statunitense che ha avuto un ruolo determinante nel fornire uno stretto supporto alle parti dell'operazione Windmill della marina statunitense nella creazione di stazioni di controllo astronomico lungo questa costa. Punta Mabus divenne successivamente il sito della stazione scientifica sovietica Mirnyj.